# Kundmannia
Kundmannia là chi thực vật có hoa trong họ Apiaceae.